# John Wilkes
John Wilkes (Londra, 17 ottobre 1725 – Londra, 26 dicembre 1797) è stato un politico e pubblicista inglese di orientamento radicale.
Fu protagonista di un'intera stagione della vita politica inglese. Nella sua battaglia per limitare il potere del governo e del parlamento riuscì a ottenere:
- il divieto degli arresti arbitrari;
- il diritto degli elettori di scegliere i propri candidati, senza veti da parte di governo o parlamento;
- la libertà dei giornali di criticare il governo e di riportare testualmente le sedute parlamentari.[1]

## Biografia
Nacque a Clerkenwell, un quartiere di Londra, in Saint John's Square. La sua famiglia non apparteneva alla nobiltà. Il padre, Israel, faceva sia il distillatore che l'agente immobiliare. John era secondo di sei figli. La famiglia Wilkes apparteneva a una delle chiese che si erano dissociate dall'anglicanesimo dopo la sua restaurazione. In particolare, i Wilkes rifiutavano la dottrina della trinità. Infatti la madre, Sarah, scelse per John un precettore di fede ariana. I genitori, avendo compreso di avere un figlio estremamente dotato, lo iscrissero all'Università di Leida, nei Paesi Bassi, dove conobbe Andrew Baxter, un religioso presbiteriano che avrebbe notevolmente influenzato la sua visione religiosa.
I genitori erano estremamente motivati a introdurre John nell'alta società. A vent'anni la famiglia combinò il suo matrimonio con Mary Meade, unica erede della migliore amica, vedova, della madre. La moglie portò in dote sia una rendita sia una tenuta ad Aylesbury, cittadina del Buckinghamshire. Dal matrimonio nacque una figlia, Polly, a cui Wilkes dedicò sempre grande attenzione. Il legame tra Wilkes e Mary, invece, non durò molto. I due si separarono definitivamente nel 1756.
Wilkes non si risposò, ma si guadagnò la reputazione di libertino, mettendo al mondo almeno altri due figli. Fu membro dei cavalieri di St. Francis of Wycombe, conosciuti anche come “Hellfire Club” o come “Medmenham Monks”, club a cui apparteneva anche John Montagu, conte di Sandwich, e sir Francis Dashwood. Qui, fu autore di una burla, che potrebbe avere accelerato la dissoluzione del sodalizio: una sera in cui era prevista la celebrazione di un rituale del club, Wilkes portò un babbuino abbigliato con mantello e corna, provocando una notevole confusione tra gli alticci iniziati.

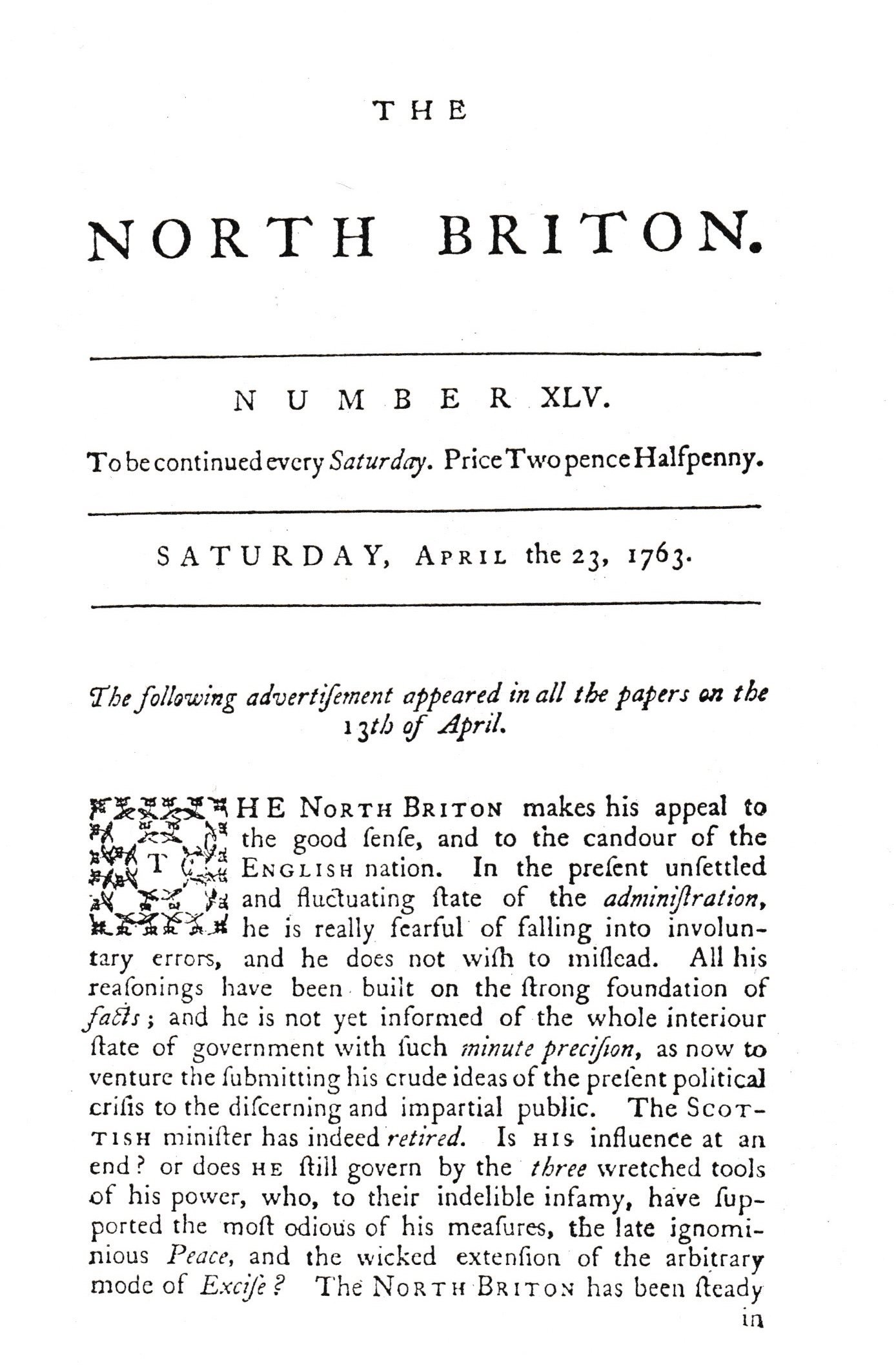
Il famoso N. 45 del "North Briton", uscito il 23 aprile 1763.

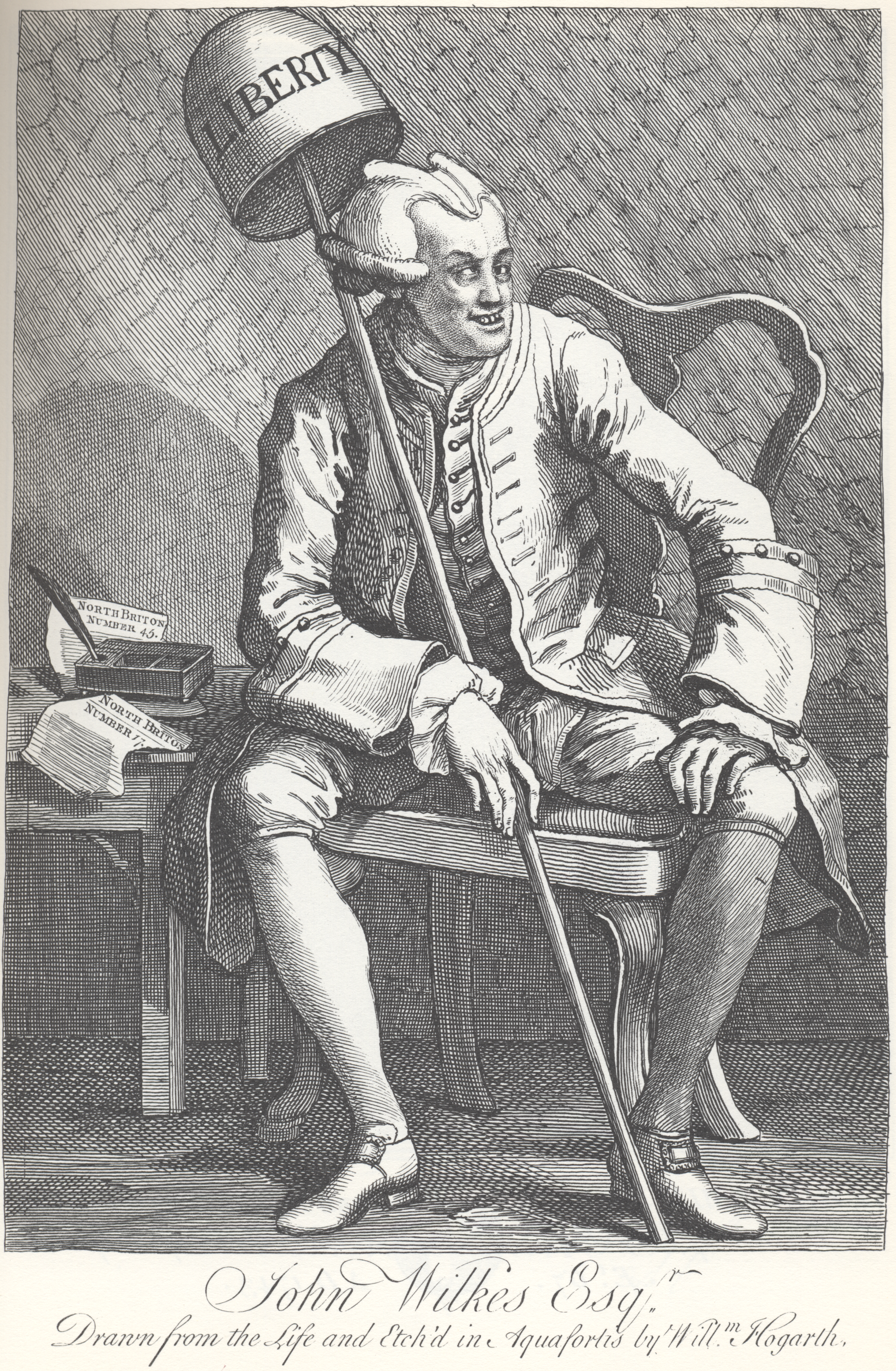
Un'incisione satirica di William Hogarth, che ritrae Wilkes con una parrucca luciferina, occhi strabici e due edizioni del "North Briton": il n° 17 (che attaccava, tra gli altri, Hogarth stesso) e il n° 45 (vedi sopra) che attaccava la politica estera del governo.

Dopo il matrimonio, Wilkes avrebbe potuto vivere agiatamente sia come proprietario terriero, sia come magistrato di Aylesbury, ma le sue ambizioni erano ben altre. L'ascesa politica di Wilkes iniziò dopo l'incontro con Thomas Potter, membro del Parlamento nonché figlio di John Potter, arcivescovo di Canterbury. Tramite Potter conobbe William Pitt, primo ministro dell'epoca. Nel 1754 Wilkes aiutò Potter nella rielezione nel seggio di Aylesbury. Tre anni dopo, nel 1757, Potter gli rese il favore lasciando vacante il seggio di Aylesbury per occupare l'analogo della famiglia Pitt a Okehampton. La campagna elettorale di Wilkes fu coronata dal successo. In parallelo, Wilkes proseguì la carriera militare: nel 1763 ottenne i gradi di colonnello dell'esercito.
La sua ascesa politica fu frenata, però, da re Giorgio III, che nell'ottobre 1761 fece dimettere William Pitt da primo ministro. Il progetto di Giorgio III era di accrescere il potere della Corona inglese a spese del governo. Il monarca intervenne direttamente nell'agone politico creando un suo partito, cui diede il compito di sconfiggere gli attuali partiti, per diventare il primo partito della Nazione.
La sola opposizione al re fu rappresentata dai giornali. A quel tempo a Londra vi erano ben 53 quotidiani. Oltre a conoscere i fatti del giorno, tutti potevano ampliare la propria cultura personale. Opere generali erano alla portata di tutti: la Cyclopaedia di Ephraim Chambers, uscita nel 1728, costava 4 sterline, così come la Encyclopaedia Britannica. Il potere politico, invece, era impermeabile all'investigazione giornalistica. Le sedute del Parlamento, per esempio, non potevano essere rese pubbliche.
Wilkes decise pertanto di utilizzare la libertà di stampa, quale strumento di opposizione. Nel 1762 si alleò sia con William Pitt che con l'influente lord Temple, contro il nuovo primo ministro, lo scozzese John Stuart. Wilkes fondò un settimanale satirico, il North Briton, termine dispregiativo con cui gli inglesi indicavano gli scozzesi, dando inizio così ad una campagna di stampa contro il premier e contro tutto ciò che era scozzese. Il primo numero del giornale uscì nel giugno 1762. Per tutto il resto dell'anno, però, gli attacchi diretti al primo ministro, e velatamente anche alla Corona, non sortirono gli effetti sperati.
Fu un suo articolo pubblicato sul n° 45 del 23 aprile 1763, a far cadere il primo ministro. Wilkes criticò aspramente il Cerimoniale di apertura del Parlamento del Regno Unito, preparato dal governo, che re Giorgio III aveva letto in Parlamento il 16 aprile 1763. Secondo Wilkes il governo, guidato dal successore di John Stuart, George Grenville, aveva nascosto ai sudditi la verità sulle trattative seguite alla vittoriosa guerra sulla Francia nel Nordamerica. Il governo affermava che la pace era "giusta", mentre, tramite il Trattato di Parigi aveva fatto generose concessioni alla Francia, pur essendo stata largamente sconfitta. Il numero 45 (vedi a lato) fu quindi elevato a simbolo della libertà di stampa, e, più in generale, a simbolo della libertà d'espressione e di pensiero. 
Il primo ministro, George Grenville, decise allora di vendicarsi. Il 30 aprile 1763, emanò un "mandato d'arresto generale" per chiunque avesse collaborato alla realizzazione del numero del North Briton uscito sette giorni prima. Furono fermate 49 persone, tra cui Wilkes. Invocando l'immunità parlamentare, Wilkes fu presto rilasciato. Dopodiché convinse gli altri 48 a denunciare il governo per arresto illegale.

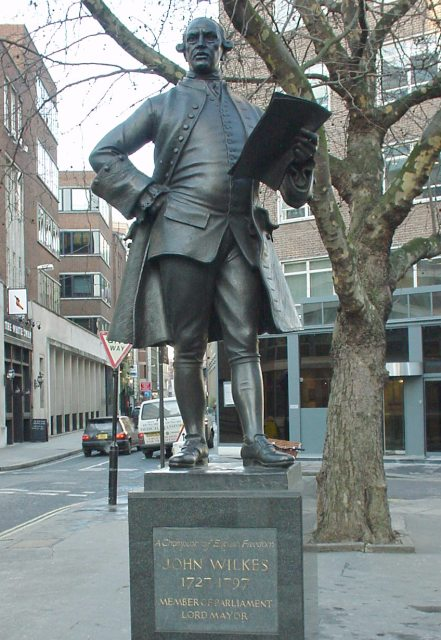
Statua di John Wilkes in Fetter Lane a Londra.

Mentre Wilkes era detenuto nella Torre di Londra, la sua casa fu perquisita, come poi venne dimostrato, illegalmente. Fu trovata una copia di un libello, Saggio sulla donna, una parodia del Saggio sull'uomo di Alexander Pope, che conteneva volgarità e blasfemie. Per la legge di quei tempi erano reati gravi, davanti ai quali cadeva anche l'immunità parlamentare. Wilkes, infatti, fu convocato il 15 novembre 1763 dalla Camera dei Comuni, alla quale apparteneva. Gli vennero concessi due giorni per preparare una difesa. Ma, avendo sostenuto un duello il giorno 16, dal quale era uscito sconfitto e moribondo, Wilkes preferì la via dell'esilio. Il 23 dicembre 1763 partì per la Francia con la figlia Polly. Il 19 gennaio 1764 la Camera dei Comuni votò la sua espulsione, in contumacia, cancellandogli quindi il privilegio parlamentare e consentendo che venisse perseguito penalmente per pubblicazione oscena. Il 21 febbraio 1764 fu dichiarato colpevole di diffamazione nei confronti della Corona per il numero del North Briton uscito il 23 aprile 1763.
Inaspettatamente, il giorno del pronunciamento pubblico del giudizio, i cittadini londinesi affollarono il tribunale ed impedirono il simbolico "dare alle fiamme" di una copia del Saggio sulla donna. Erano circolate per tutta Londra pesanti dicerie che riguardavano la vita privata del pubblico accusatore di Wilkes, John Montagu, conte di Sandwich. Egli, infatti, apparteneva allo Hellfire Club, o  Medmenham Monks, il licenzioso sodalizio di cui erano membri sia Wilkes sia altre personalità della Londra-bene. Inoltre, Montagu e Wilkes erano stati per lungo tempo amanti della stessa prostituta, Fanny Murray, le cui grazie erano state descritte con dovizia di particolari proprio nel Saggio sulla donna. Agli occhi dei londinesi, quindi, lord Sandwich non aveva nessun titolo per esprimere giudizi morali sul suo "sodale" Wilkes.
Wilkes trascorse il 1763 e tutto il 1764 a Parigi, dove stava studiando la figlia Polly. Si innamorò di un'italiana, Gertrude Corradini. Con lei, nel 1765 si trasferì in Italia. Per mantenere il suo elevato e dispendioso tenore di vita, vendette la residenza di Aylesbury, nonché la propria biblioteca personale. Fece domanda di grazia al re, ma fu respinta.
Deciso a ottenere giustizia, nel 1768 tornò a Londra. Non fu immediatamente emanato un mandato di arresto nei suoi confronti, poiché il governo temeva le reazioni di una vasta parte della popolazione che lo appoggiava. Presso i londinesi Wilkes rimaneva un personaggio molto popolare. Il governo, invece, gli era ideologicamente ostile. Wilkes puntò a conquistare nuovamente un seggio al Parlamento, per poi farsi giudicare dalla Court of King's Bench,. Dapprima si candidò alle elezioni del 25 marzo 1768, si votava nella City, arrivando però ultimo. Tre giorni dopo, alle elezioni del Middlesex vinse con un vantaggio di tremila voti sul secondo. Sapendo a quale rischio andava incontro, il 20 aprile 1768 si presentò spontaneamente davanti alla prigione della Corte. La sua provocazione ebbe successo: si sistemò in un confortevole appartamento rifornito di vivande e di buon vino, portatigli direttamente dai suoi sostenitori e votanti.
Qui Wilkes attese il pronunciamento della Corte Superiore di Giustizia, emanato il 16 giugno 1768, ma che gli fu nuovamente sfavorevole: il Lord Chief Justice, William Murray, lo condannò ad un anno, a causa del famoso numero del North Briton del 23 aprile 1763, e ad un anno per il Saggio sulla donna, insieme a una multa di mille sterline.La legge però consentiva a Wilkes di rimanere parlamentare. Egli ricominciò ad accusare il governo; le sue opinioni apparvero sui principali giornali londinesi.
Il governo, ancora più determinato di prima nell'escludere Wilkes dalla scena politica, fece pressioni sulla Camera dei Comuni, che votò la sua espulsione con 219 favorevoli e 137 contrari. Wilkes tornò di nuovo in prigione. Era il 10 maggio 1768. Davanti al carcere i suoi sostenitori manifestarono al grido di: "Niente giustizia, niente pace". Le truppe aprirono il fuoco sui manifestanti disarmati causando la morte di sette persone e il ferimento di altre quindici.
Wilkes si ricandidò pochi mesi dopo: il 16 febbraio 1769 e vinse di nuovo le elezioni nel Middlesex con largo margine. Il giorno dopo il parlamento lo dichiarò ineleggibile in quanto, in precedenza, era stato espulso. Un mese prima Wilkes aveva deciso di fare politica anche a livello locale. La City of London,  godeva di una giurisdizione speciale: si amministrava da sola, non essendo soggetta, né al parlamento né al governo nazionale. Wilkes fu eletto consigliere di Farringdon Without.
Nel marzo 1769, la politica nazionale gli diede una delusione, seguita da una soddisfazione. Wilkes si candidò di nuovo al parlamento. Vinse, ma l'assemblea gli rinnovò l'ostracismo, sancendo l'elezione di Henry Luttrell, il candidato del partito di governo. Al momento dell'insediamento di quest'ultimo, però, il governo si trovò in minoranza; così il primo ministro dovette rassegnare le dimissioni.
Le elezioni nel Middlesex ebbero larga eco nei giornali londinesi. Il ruolo della stampa stava crescendo: la gente desiderava informarsi e voleva sapere anche che cosa veniva discusso in parlamento. Le opposizioni ottennero un primo, grande risultato: i lavori del Parlamento furono desecretati e resi pubblici. I giornali poterono così riferire ai lettori tutti i discorsi ed i pronunciamenti resi alla Camera dei Comuni ed alla Camera dei Lord. La lettura dei resoconti parlamentari divenne un appuntamento fisso per i londinesi.
Il parlamento si attivò per bloccare le cronache parlamentari. Wilkes le incoraggiò e sostenne gli editori dei giornali che trasferivano la propria sede nella City, dove non aveva giurisdizione la legge del parlamento. Al potere del Parlamento egli oppose il privilegio della City of London. 
Il parlamento continuò a dare la caccia sia ai giornali sia ai parlamentari suoi amici, con il pretesto di accusarli per articoli oltraggiosi. Nel 1770 lo stesso sindaco di Londra, Brass Crosby, fu convocato dal parlamento e imprigionato per alcuni giorni. L'anno dopo toccò a Wilkes, ma rifiutò la convocazione, per cui la Camera di Comuni decise di soprassedere, per paura di rendersi impopolare. Il 27 marzo 1771, fu diffuso un comunicato dove si affermava: «I ministri riconoscono che Wilkes è troppo pericoloso per mettersi contro di lui. Quindi Sua Maestà dichiara che non avrà più nulla a che fare con quel diabolico Wilkes».
L'aver garantito la libertà di stampa rappresentò un grande successo politico per Wilkes. Egli proseguì la sua rapida ascesa: nel 1774 fu eletto sindaco della City di Londra, e si confermò per le sue grandi qualità di leader, rendendosi ancora più popolare e rispettato.
Nel 1782 riuscì finalmente a revocare l'espulsione dal Parlamento. Il suo successo personale sanciva un nuovo principio: nessuna autorità poteva inficiare la volontà popolare espressa mediante il voto.
Il crescente conservatorismo dei suoi ultimi anni, compreso l'avvicinamento al credo anglicano, lo allontanò dai radicali e gli costò la perdita del seggio parlamentare nelle elezioni generali del 1790. In seguito Wilkes si ritirò dalla politica attiva. Morì nel 1797.

## Personalità
A causa di uno sgradevole strabismo e della sua mascella prominente, Wilkes era notoriamente brutto, definito all'epoca come "l'uomo più brutto d'Inghilterra". Tuttavia possedeva un carisma che si imponeva sui suoi difetti estetici. Si vantava del fatto che "gli sarebbe bastata una mezz'ora per cancellare la sua faccia a parole" anche se nelle varie occasioni in cui Wilkes ripeteva quest'affermazione, l'indicazione sul tempo necessario poteva variare.
Era noto per la sua eloquenza sagace e per le sue pronte risposte agli insulti. Ad esempio, quando un costituente gli disse che avrebbe votato il diavolo piuttosto che votare lui , Wilkes rispose: "Naturalmente, e se il tuo amico decidesse di non candidarsi posso contare sul tuo voto?" In un'altra occasione, in uno scambio con John Montagu, conte di Sandwich, che aveva dichiarato "Signore, non so proprio se voi morirete sulla forca o per la sifilide", Wilkes replicò: "Questo, signore, dipenderà dal fatto che io abbracci i vostri principi oppure la vostra donna."